# Tipton, Iowa
Tipton är administrativ huvudort i Cedar County i Iowa. Orten har fått sitt namn efter militären John Tipton. Vid 2010 års folkräkning hade Tipton 3 221 invånare.